# Джеймс Дуглас (лікар)
Джеймс Ду́глас (англ. James Douglas; 21 березня 1675 — 2 квітня 1742) — шотландський лікар і анатом. Його ім'ям назвали: дугоподібну нижню межу задньої стінки піхви прямого м'яза живота («Дугласова лінія», «Дугласова півколова лінія»); прямокишково-маткову заглибину («Дугласів простір»); прямокишково-маткові зв'язки, утворені пристінковою очеревиною вздовж однойменних м'язів («Дугласові складки»).